# Norberto Palmieri
Norberto Darío Palmieri (Buenos Aires, Argentina; 23 de marzo de 1996) es un futbolista argentino que se desempeña como mediocampista. Su actual club es Talleres (RdE), de la Primera Nacional de Argentina.

## Trayectoria

### Nueva Chicago
Palmieri es un futbolista surgido de las divisiones inferiores del Club Atlético Nueva Chicago. Puede jugar tanto en el mediocampo como en la defensa.
El viernes 23 de enero de 2015, Nueva Chicago había visitado en Ecuador al Deportivo Cuenca en lo que fue la Noche Colorada, donde este equipo presenta año a año a sus refuerzos de cara al inicio de la respectiva temporada. Este fue el primer partido internacional en la historia de Nueva Chicago, y el centrocampista formó parte de este partido histórico. Unos días más tarde, fue titular en lo que fue el segundo partido por la gira en Ecuador, esta vez frente a Liga de Loja de ese mismo país.
Debutó profesionalmente en el Campeonato de Primera B Nacional 2016, donde fue utilizado como una pieza de recambio en el lateral derecho, puesto en el que escaseaban jugadores. Disputó 5 partidos, no convirtió goles y recibió una amonestación. Finalizada la temporada, el 7 de julio de 2016 firmó su primer contrato profesional que lo vincularía hasta mediados de 2019 con la institución. 
El 25 de octubre de 2016 marcó un gol en contra en la victoria 3 a 1 de su equipo frente a Villa Dálmine. Durante el Campeonato 2016-17 disputó 15 partidos, solo 4 de titular, sin marcar goles y recibiendo 3 amonestaciones.

### Oriente petrolero
El 5 de enero de 2019 Norberto Palmieri firma con Oriente Petrolero.

### Talleres (RdE)
En 2022 se incorpora a Talleres (RdE) que en ese entonces competía en la Primera B de la Argentina, y a fines del año siguiente se consagra campeón con dicho club, logrando así el ascenso a la Primera Nacional.

## Clubes
| Club              | País      | Año           |
| ----------------- | --------- | ------------- |
| Nueva Chicago     | Argentina | 2016 - 2018   |
| Oriente Petrolero | Bolivia   | 2019-2020     |
| Deportivo Morón   | Argentina | 2021          |
| Talleres (RdE)    | Argentina | 2022-presente |

## Palmarés

### Títulos nacionales
| Título    | Club           | País      | Año  |
| --------- | -------------- | --------- | ---- |
| Primera B | Talleres (RdE) | Argentina | 2023 |